# 大月美里果
大月 美里果（おおつき みりか、2010年〈平成22年〉12月22日 - ）は、日本の女優。テンカラット所属。

## 出演

### テレビドラマ
- 特集ドラマ おもかげ（2023年3月27日、NHK BS4K / 2023年5月20日、NHK BSプレミアム）[2] - 峰子（少女時代） 役
- 木曜ドラマ23 夫婦の秘密（2024年1月4日 - 3月7日、BS-TBS） - 水無瀬蘭 役[3]
- 日曜ドラマ ホットスポット 第2話（2025年1月19日、日本テレビ系）[4] - 中村葉月（27年前） 役

### 映画
- 恋脳Experiment（監督：岡田詩歌、2025年2月14日公開、ストロール） - 山田仕草（14歳時） 役[5][6]

### CM
- 豊田通商「心をひらく。未来をえがく。」（2024年7月 - ）[7]
- 東京海上ホールディングス（2025年1月 - ）[8]
- 東鉄工業 企業広告（2025年）[9]